# Jack Gets in the Game
"Jack Gets in the Game" é o segundo episódio da segunda temporada da série de televisão norte-americana de comédia de situação 30 Rock, e o vigésimo terceiro da série em geral. Teve o seu enredo escrito por Robert Carlock, co-produtor executivo da temporada, e foi realizado por Michael Engler. A sua transmissão original norte-americana decorreu na noite de 8 de Novembro de 2007 através da rede de televisão National Broadcasting Company (NBC). Dentre as estrelas convidadas, estão inclusas Will Arnett, Kevin Brown, Grizz Chapman, Katrina Bowden, Keith Powell, Lonny Ross, Marceline Hugot, Chris Parnell, Sherri Shepherd, Rip Torn, e Donald Glover.
No episódio, Devon Banks (interpretado por Arnett) descobre que Jack Donaghy (Alec Baldwin), seu arqui-inimigo, teve um ataque cardíaco, e decide usar isso a seu favor; a estrela de filmes Tracy Jordan (Tracy Morgan) ainda faz esforços para consertar o estado do seu casamento com Angie Jordan (Shepherd); e Jenna Maroney (Jane Krakowski) finalmente começa a aproveitar o lado positivo de estar acima do peso.
Em geral, "Jack Gets in the Game" foi recebido com opiniões positivas pela crítica especialista em televisão de horário nobre e, de acordo com o sistema de mediação de audiências Nielsen Ratings, foi assistido por uma média de 6,60 milhões de telespectadores durante a sua transmissão original, recebendo a classificação de 3,0 e 8 de share no perfil demográfico de telespectadores entre os 18 aos 49 anos de idade.

## Produção

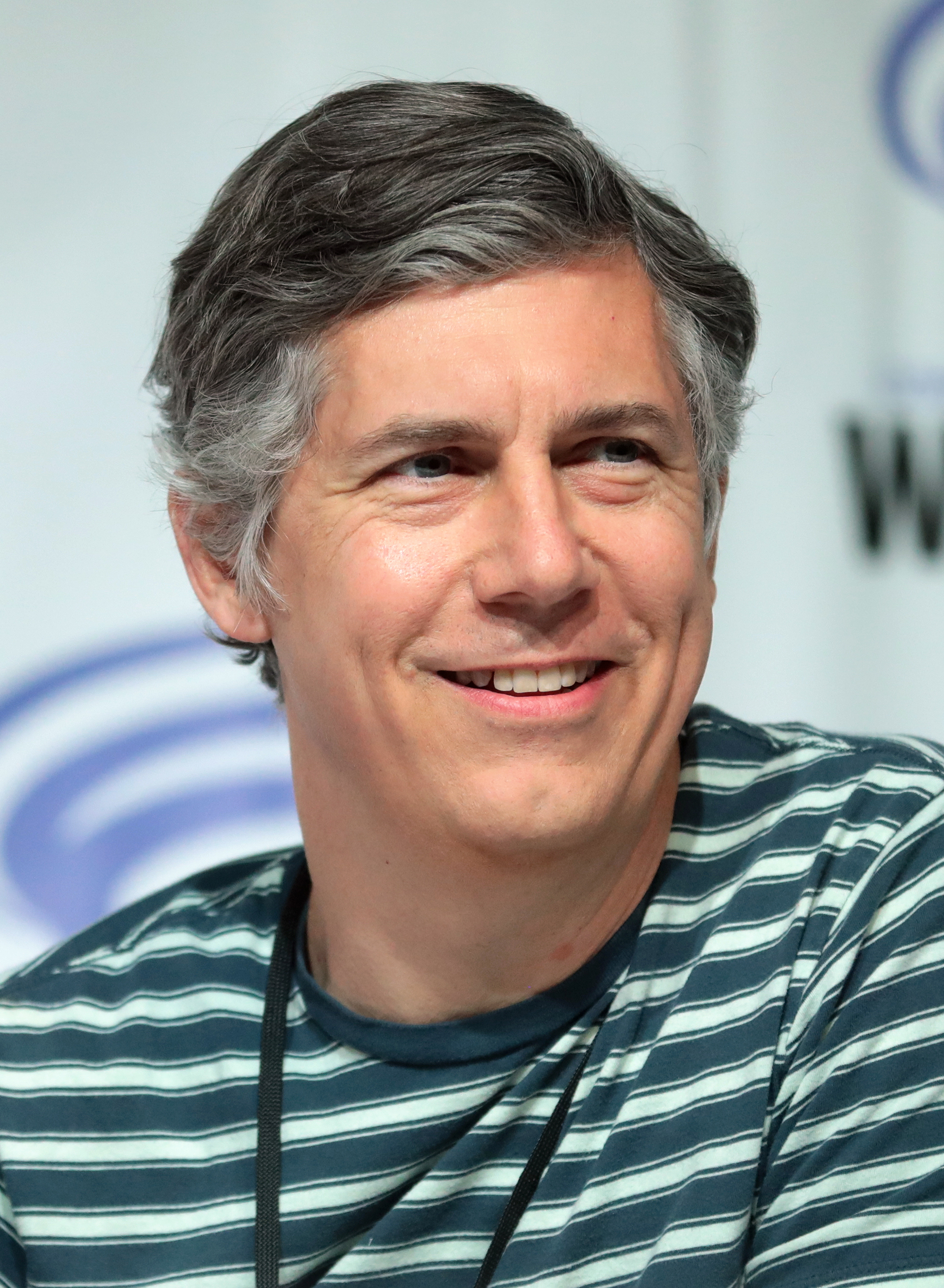
O actor Chris Parnell, ex-membro do elenco de Saturday Night Live (SNL), fez uma participação em "Jack Gets in the Game".

"Jack Gets in the Game" é o segundo episódio da segunda temporada de 30 Rock. O seu enredo foi escrito por Robert Carlock, co-produtor executivo da temporada, com a realização ficado sob a responsabilidade de Michael Engler. Este foi o quinto episódio do seriado com o argumento escrito por Carlock, com "Cleveland", da primeira temporada, sendo o seu trabalho anterior. Para Engler, foi o seu terceiro crédito de realização, com "The Baby Show" e "Up All Night", ambos também da primeira temporada, sendo seus trabalhos anteriores.
O actor e comediante Chris Parnell, ex-membro do elenco do programa de televisão humorístico Saturday Night Live (SNL), fez uma participação em "Jack gets in the Game" como a personagem Dr. Leo Spaceman. Esta foi a sua sexta aparição em 30 Rock, sendo que a sua última foi em "Hiatus". Vários outros membros do elenco do SNL já fizeram uma aparição em 30 Rock, incluindo Jason Sudeikis, Rachel Dratch, Andy Samberg, Fred Armisen, Kristen Wiig, Will Forte, Molly Shannon, Horatio Sanz, e Jan Hooks. Ambos Tina Fey e Tracy Morgan fizeram parte do elenco principal do SNL, sendo que Fey foi a argumentista-chefe do programa entre 1999 e 2006, tendo conhecido McCarthy-Miller, a directora deste episódio, enquanto ainda trabalhava no programa. O actor Alec Baldwin também apresentou o Saturday Night Live por dezassete vezes, o maior número de episódios por qualquer apresentador da série.
As camisetas "Me Want Food", vistas pelas personagens Jenna Maroney e Liz Lemon (Tina Fey) na loja da NBC localizada no Rockefeller Center, foram disponibilizadas para compra na página online da NBC Universal logo após a transmissão do episódio. Camisetas similares foram igualmente fabricadas pouco tempo após a emissão de "MILF Island" mais tarde nesta temporada; elas apresentam o logótipo do reality show MILF Island.
Embora tenham sido creditados durante a sequência dos créditos finais, os actores Katrina Bowden, Keith Powell, e Lonny Ross — intérpretes das personagens Cerie Xerox, James "Toofer" Spurlock, e Josh Girard — não participaram de "Jack Gets in the Game".

## Enredo
Jack Donaghy (interpretado por Alec Baldwin) apercebe-se que o seu chefe, Don Geiss (Rip Torn), está a dar a entender que ir-se-á reformar, e acredita que Jack é um candidato definido para assumir a posição de CEO da General Electric. O seu único oponente é Devon Banks (Will Arnet), que retornou da costa oeste com uma noiva, Kathy Geiss (Marceline Hugot), filha de Don. Já na Cidade de Nova Iorque, Devon, secretamente homossexual, descobre através do estagiário Kenneth Parcell (Jack McBrayer) o segredo do ataque cardíaco que Jack teve cinco meses atrás. Numa reunião na casa de Don, os adversários confrontam-se pessoalmente durante uma partida de futebol.
Entretanto, Tracy Jordan (Tracy Morgan) ainda se encontra a fazer esforços para consertar a situação do seu casamento com Angie Jordan (Sherri Shepherd), que o havia expulsado de casa. O casal eventualmente se reconcilia após Tracy aceitar a condição da sua esposa seguí-lo para certificar-se de que ele não está a ter um caso extra-marital. Não obstante, Jenna Maroney (Jane Krakowski) apega-se à sua gordura recém-adquirida após um acidente ocorrido durante o ensaio de uma esquete do The Girlie Show with Tracy Jordan (TGS) trazer-lhe grande atenção do público.

## Repercussão

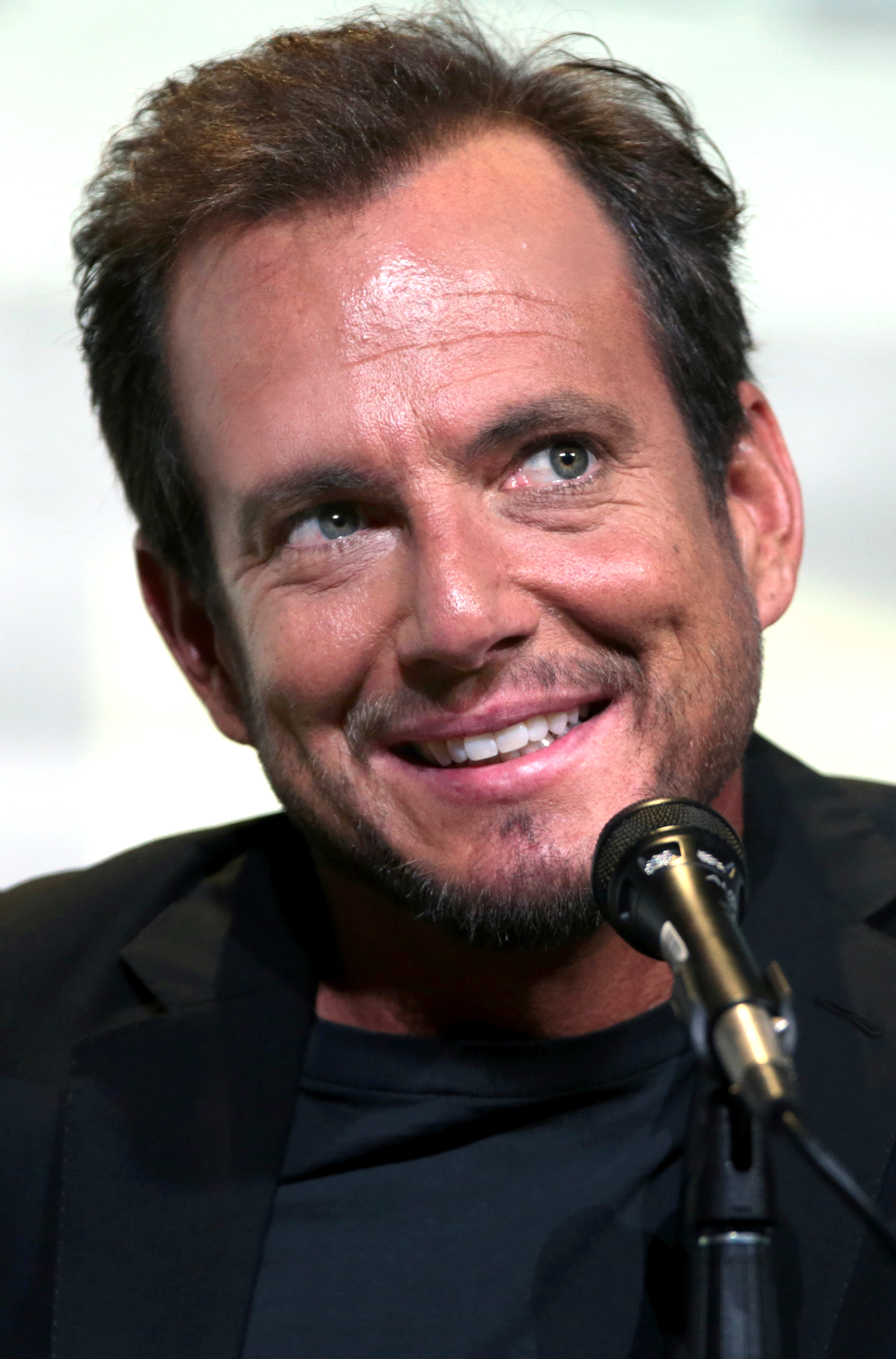
A participação de Will Arnett foi elogiada pelos críticos de televisão.

Nos Estados Unidos, "Jack Gets in the Game" foi transmitido na NBC na noite de 8 de Novembro de 2007 como o vigésimo terceiro episódio de 30 Rock. Segundo as estatísticas publicadas pelo sistema de mediação de audiências Nielsen Ratings, foi assistido naquela noite por uma média de 6,60 milhões de telespectadores e recebeu a classificação de 3,0 e oito de share no perfil demográfico de telespectadores entre os dezoito aos 49 anos de idade. O 3,0 refere-se a três por cento de todos os cidadãos de 18 a 49 anos de idade nos EUA, enquanto o oito refere-se a oito por cento de todos os telespectadores dos dezoito aos 49 anos de idade a assistirem à televisão no país no momento da transmissão. Em relação ao episódio emitido na semana anterior, "SeinfeldVision", isto foi um decréscimo de aproximadamente 730 mil telespectadores. Não obstante, no perfil demográfico de homens entre os dezoito aos 34 anos de idade, "Jack Gets in the Game" posicionou-se no primeiro lugar da lista dos programas transmitidos no seu horário de exibição.
| Críticas profissionais | Críticas profissionais |
| Avaliações da crítica  | Avaliações da crítica  |
| Fonte                  | Avaliação              |
| ---------------------- | ---------------------- |
| AOL                    | (positiva)             |
| Entertainment Weekly   | (positiva)             |
| IGN                    | 8,9/10                 |
| TV Guide               | (positiva)             |

"Por alguma razão — Eu não tenho a certeza qual — eu estava preparado para um desapontamento esta semana. Sem explicação total para isso, e estou feliz por dizer que os meus medos malucos eram apenas imaginários (como acontece com a maioria dos meus medos malucos). Houve partes deste episódio que foram loucamente engraçadas. Eu estou a falar de engraçado ao ponto de engasgar em um cachorro-quente enquanto jogo futebol no parque. Tantas coisas malucas aconteceram, mas todas pareceram fazer sentido."
— O crítico Bob Sassone na sua análise de "Jack Gets in the Game" para a coluna TV Squad do portal norte-americano AOL.
Em geral, "Jack Gets in the Game" recebeu opiniões favoráveis pelos críticos especialistas em televisão de horário nobre. Robert Canning, para o portal IGN, achou que este foi um "episódio sólido," e que a personagem interpretada por Will Arnett "foi ainda mais divertida neste episódio," em comparação com a sua participação em "Fireworks" na primeira temporada. Canning acrescentou que "houve pouco sobre o qual reclamar," e concluiu a sua análise a atribuir a avaliação de 8,9 de um máximo de dez. Matt Webb Mitovich, para a revista de entretenimento TV Guide, opinou que preferiu este episódio do que "SeinfeldVision", enquanto o crítico Bob Sassone, para a coluna TV Squad do portal norte-americano AOL, revelou que o episódio foi além das suas espectativas. Jeff Labrecque, para a revista electrónica Entertainment Weekly, perguntou aos seus leitores: "Você acha que Liz Lemon relaxou e, se sim, você se importa?" acrescentando que "Baldwin e Morgan foram os que mais arrancaram risadas [de mim], mas como a máquina de carne de Tracy Jordan (de 'The Rural Juror'), 30 Rock requer três sabores distintos. Não tenha medo de borrifar no limão."